# 로이 로저스

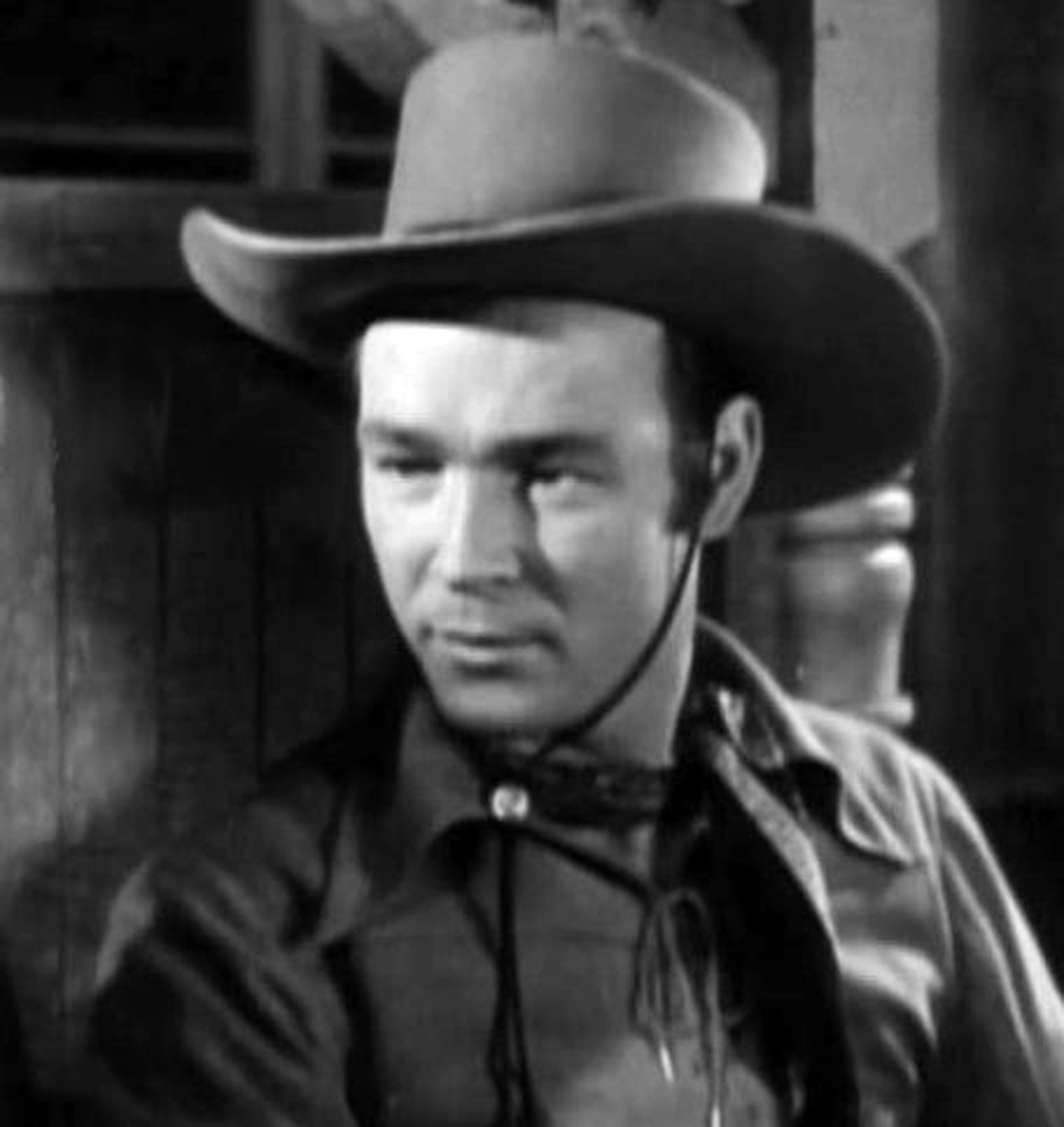

로이 로저스(Roy Rogers, 본명: Leonard Franklin Slye, 1911년 11월 5일 ~ 1998년 7월 6일)는 미국의 가수, 배우, 텔레비전 방송 진행자이다.

## 참여 작품
- 멜로디 타임
- 원더우먼 (1975년 드라마)
- 머펫 쇼
- 더 폴 가이

## 같이 보기
- 데일 에반스
- 스밀리 버넷
- 앤디 데빈